# Zlagano sonce
Zlagano sonce je deveti studijski album posavske rock skupine Demolition Group, izdan 14. maja 2015 pri založbi Sintetic Production. Je tretja izdaja skupine po ponovni združitvi leta 2009. V časopisu Delo je bil kmalu po izidu izbran za album tedna.

## Kritični odziv
Kritični odziv na album je bil pozitiven. Za Mladino je Veljko Njegovan pohvalil predvsem družbenokritična besedila in rekel, da »gre za prvovrsten izdelek domače glasbene produkcije, ki še enkrat dokazuje, da za dobra in kritična stališča potrebujemo pogumne ljudi, takšne, ki si upajo na glas in brez zadržkov povedati, kaj je gnilega in pokvarjenega v naši mali državici in zunaj nje« in album ocenil s 5 zvezdicami. Album je dobro (s štirimi in pol zvezdicami) ocenil tudi Aleš Podbrežnik za rock portal Rockline in rekel, da je album »dokaz izjemne kreativne svežine in ustvarjalne zimzelenosti, ki se tudi na zrela leta drži skupine in nikakor ne popušča«, dodal pa je še: »Mojstrovina in zagotovo kandidat za enega najboljših rockovskih albumov, ki so (in bodo) izšli v letu 2015 na slovenski glasbeni sceni!«
Album in sporočilnost je pozitivno označil tudi Igor Bašin za revijo Odzven na portalu SIGIC. Rekel je, da je to »klasična plošča Demolition Group, katere največja teža je njeno sporočilo«. Za RockOnNet je Sandi Sadar Šoba rekel, da gre za »dobro zapakirani paket prvinskosti, besa, obenem pa fenomenalne glasbene kemije iz koncev socialno pozabljenega obrobja države« in pohvalil drznost besedil.
Na Radiu Študent je Robert Suša o albumu zapisal: »Zlagano sonce je popolnoma konkreten rockerski album, kakršnega smo pričakovali od benda, a če mu je kje iskati dlako v jajcu, je to v pomanjkanju neregularnih prijemov in nepredvidljivosti, ker ga to približuje mainstreamu.« Kljub temu je dodal: »Kakorkoli, žejnega čez vodo te [Demolition Group] ne bodo prepeljali.« Ob koncu leta 2015 je bil uvrščen na 24. (predzadnje) mesto seznama Naj domača tolpa bumov 2015. Na portalu 24ur.com je bil uvrščen na 1. mesto najboljših domačih albumov leta.

### Priznanja
| objava        | uvrstitev | seznam                      |
| ------------- | --------- | --------------------------- |
| Radio Študent | 24.       | Naj domača tolpa bumov 2015 |
| 24ur.com      | 1.        | Albumi 2015 – domača scena  |

## Seznam pesmi
Vse pesmi je napisala skupina Demolition Group.
| Št.             | Naslov                                           | Dolžina |
| --------------- | ------------------------------------------------ | ------- |
| 1.              | „Kapital‟                                        | 4:28    |
| 2.              | „Lažje je imeti psa‟                             | 3:44    |
| 3.              | „Kaplja‟                                         | 5:39    |
| 4.              | „Dan brez‟                                       | 4:19    |
| 5.              | „99‟                                             | 3:05    |
| 6.              | „Včasih tko‟                                     | 4:35    |
| 7.              | „Slab gospodar‟                                  | 4:08    |
| 8.              | „Da bi bil iskren‟                               | 4:34    |
| 9.              | „Tesnoba, strah in cvetoče polje‟                | 3:33    |
| 10.             | „Zato ker smem‟                                  | 3:47    |
| 11.             | „Zlagano sonce‟                                  | 5:29    |
| 12.             | „Funkscape‟ (posnetek projekta Sinntetic Liquid) | 6:06    |
| 13.             | „Intro‟                                          | 0:35    |
| Skupna dolžina: | Skupna dolžina:                                  | 54:08   |

## Zasedba

### Demolition Group
- Goran Šalamon — vokal
- Jože Pegam — saksofon
- Matija Lapuh — kitara
- Tomi Gregel — bas kitara
- Ivica Gregel — bobni
- Matjaž Pegam — zvok